# كريس كانتي (لاعب كرة قدم أمريكية)
كريس كانتي (بالإنجليزية: Chris Canty)‏ هو لاعب كرة قدم أمريكية أمريكي، ولد في 30 مارس 1976 في لونغ بيتش في الولايات المتحدة.

## وصلات خارجية
- كريس كانتي (لاعب كرة قدم أمريكية) على موقع مرجع كرة القدم المحترفة.كوم (الإنجليزية)